# Muzea w województwie lubuskim
 Muzea województwa lubuskiego – spis muzeów, mających siedzibę na terenie województwa lubuskiego, podzielony według tematyki ekspozycji.
Wymienione placówki są prowadzone przez jednostki samorządu terytorialnego (województwo, powiat, gmina (miasto)), osoby prawne, kościoły i związki wyznaniowe, szkoły (uczelnie), a także przez osoby prywatne.
| Typ muzeum                                     | Placówki |
| ---------------------------------------------- | --- |
| Muzea archeologiczne i historyczne             | - Muzeum Archeologiczne Środkowego Nadodrza w Świdnicy - Muzeum Martyrologii w Słońsku - Muzeum Obozów Jenieckich w Żaganiu - Muzeum Oflagu II C Woldenberg - Muzeum Grodu Santok (oddział Muzeum Lubuskiego im. Jana Dekerta w Gorzowie Wielkopolskim) |
| Muzea etnograficzne oraz skanseny              | - Muzeum Kultury i Techniki Wiejskiej w Bogdańcu (oddział Muzeum Lubuskiego im. Jana Dekerta w Gorzowie Wielkopolskim) - Skansen etnograficzny w Ochli |
| Muzea przyrodnicze, geologiczne i geograficzne | - Muzeum Bociana Białego w Kłopocie - Muzeum Łąki w Owczarach - Park Dinozaurów w Nowinach Wielkich |
| Muzea regionalne i miejskie                    | - Izba Muzealna Stowarzyszenia Przyjaciół Ziemi Gubińskiej w Gubinie - Muzeum „Dom Szewca” w Pszczewie - Muzeum Lubuskie im. Jana Dekerta w Gorzowie Wielkopolskim - Muzeum Sztuk Dawnych w Gorzowie Wielkopolskim - Muzeum Miejskie w Nowej Soli - Muzeum Pogranicza Śląsko-Łużyckiego w Żarach - Muzeum Puszczy Drawskiej i Noteckiej im. Franciszka Grasia w Drezdenku - Muzeum Regionalne w Świebodzinie - Muzeum Ziemi Międzyrzeckiej im. Alfa Kowalskiego w Międzyrzeczu - Muzeum Ziemi Lubuskiej w Zielonej Górze - Muzeum Ziemi Szprotawskiej w Szprotawie - Muzeum Ziemi Wschowskiej we Wschowie - Muzeum Ziemi Torzymskiej w Ośnie Lubuskim - Wystawa Pamiątek Regionalnych w Słońsku |
| Muzea oraz skanseny techniki                   | - Gminny Skansen Maszyn i Urządzeń Rolniczych w Podmoklu Małym - Izba Pamięci Drogownictwa w Skwierzynie - Muzeum Gorzelnictwa w Turwi - Muzeum Instrumentów Muzycznych w Szybie - Park Drogowskazów i Słupów Milowych Cywilizacji w Witnicy - Skansen Pszczelarski w Pszczewie |
| Muzea wojskowe                                 | - Lubuskie Muzeum Wojskowe w Drzonowie - Międzyrzecki Rejon Umocniony - Muzeum Fortyfikacji i Nietoperzy w Pniewie - Muzeum Chwały Oręża Polskiego w Witnicy - Muzeum Militariów Atena w Skwierzynie - Muzeum Twierdzy Kostrzyn w Kostrzynie nad Odrą |
| Muzea zamkowe i pałacowe                       | - Baszta Krośnieńska w Kożuchowie - Pałac Lobkowitzów w Żaganiu - Zamek w Międzyrzeczu |
| Pozostałe muzea                                | - Park Kultur Świata w Drezdenku |